# Verband deutscher Verkehrsfliegerschulen
Der Verband Deutscher Verkehrsfliegerschulen e.V (VDV) mit Sitz in Freiburg im Breisgau ist ein Zusammenschluss von Flugschulen in Deutschland (VDV), die gemäß den geltenden europäischen Richtlinien für die Lizenzierung von Flugpersonal JAR-FCL eine Ausbildung zum Privatpiloten (PPL), Berufspiloten (CPL) und Verkehrspiloten (ATPL) anbieten.

## Ziele
Ziel des Verbandes ist es, eine für die europäische Luftfahrt standardisierte, hoch qualifizierte Cockpit-Ausbildung in Deutschland sicherzustellen. Zu den Aufgaben des Verbandes gehören die Interessenvertretung seiner Mitglieder gegenüber der Politik und den Behörden, der Erfahrungsaustausch zwischen den Ausbildungsbetrieben und die Entwicklung von Maßnahmen zur Optimierung und Sicherung der Ausbildungsqualität von Piloten in Deutschland.

## Organisation
Der Verband wurde im Jahr 1992 von Rolf Käufer, Günter Kotzor und Hans-Peter Zeltner gegründet, als sich zunächst neun Verkehrsfliegerschulen im Verband organisierten. Zurzeit (2015) gibt es 15 Mitgliedsschulen. Der Verbandsvorstand setzt sich zusammen aus dem Vorsitzenden Udo Harter und der stellvertretenden Vorsitzenden Belinda Stöber.

## Mitgliedsschulen
Mitglieder sind:
- Aero-Beta Flight Training
- Aerowest
- AFIT
- Ardex (Flugschule)
- Cirrus Flight Training
- Civil Aviation Training Europe
- FFH Südwestdeutsche Verkehrsfliegerschule
- FFL
- FMG-FlightTraining, Luftfahrt-Bundesamt (LBA) zugelassene Approved Training Organisation (ATO) mit der Zulassungsnummer D-FTO 1.047
- Gröger Fernschule
- IKON
- LGM
- Schwabenflug
- TFC Käufer
- VPS Verkehrspilotenschule Berlin